# Сенди Майер
Александър Майер (на английски: Alexander Mayer) е американски тенисист.  

## Биография
Александър „Сенди“ Майер е роден на 5 април 1952 г. във Флашинг, Куинс, Ню Йорк, САЩ. 
Сенди Майер има четири деца, всички те са класирани в юношеската тенис лига на Тенис Асоциацията на САЩ (секция Северна Калифорния). Бивша съпруга на Майер е Либи, която е учителка.
По-малкият му брат Джийн Майер също е тенисист в световен тур и достига връх в кариерата си като номер 4 в света през 1980 г.

## Кариера
Сенди Майер печели дванадесет титли на сингъл и двадесет и четири титли на двойки в професионалната си кариера. Част е от печелившия тенис отбор в Станфордския университет през 1973 г.
Достига най-високо място в ранглистата на ATP на сингъл през април 1982 г., като номер 7 в света.